# Advantage Cars Prague Open 2024
Die Advantage Cars Prague Open 2024 waren ein Tennisturnier der ITF Women’s World Tennis Tour 2024 für Damen und ein Tennisturnier der ATP Challenger Tour 2024 für Herren in Prag. Die Turniere fanden parallel vom 6. bis 12. Mai 2024 statt.